# Bhuvneshwari Kumari
Bhuvneshwari Kumari, née le 1er septembre 1960 à Alwar, est une joueuse de squash représentant l'Inde.
Elle est championne d'Inde à 16 reprises consécutivement de 1976 à 1991, un record qui sera battu par Joshna Chinappa.

## Biographie
Bhuvaneshwari Kumari est l'un de ceux qui ont connu une carrière sensationnelle en Inde pendant plus d'une décennie. Née de la famille royale d'Alwar au Rajasthan le 1er septembre 1960, Bhuvaneshwari Kumari est la petite-fille de Tej Singh Prabhakar (en), le dernier Maharaja au pouvoir d'Alwar. Après avoir passé ses années de scolarité dans l'État, elle déménage à New Delhi pour poursuivre ses études supérieures.
Le père de Kumari était un fervent amateur de sport et elle aussi était encouragée à s'y adonner, mais le squash n'était pas son premier choix.
« J'étais un joueur de tennis. Le squash s'est produit par hasard au Stephens College de New Delhi et il était obligatoire que 16 joueurs y soient présents. Les organisateurs connaissaient mon père et on m'a demandé de venir jouer à l'événement.  Il s'est avéré que j'ai atteint les finales de la compétition.
J'ai continué à pratiquer ce sport, je l'ai pratiqué pendant 2 ans mais plus tard, j'ai dû faire un choix entre le tennis et le squash et j'ai choisi ce dernier », déclare Bhuvaneshwari Kumari lors d'une interview.
En 1976, elle succède à sa cousine Nandini Kumari et de 1976 et 1991, elle remporte 16 titres nationaux consécutifs et, entre-temps, elle est distinguée par un Arjuna Award (en) en 1982. Elle doit renoncer en 1992 après une blessure inguérissable au genou droit.

## Palmarès

### Titres
- Championnats d'Inde : 16 titres (1976-1991)

## Récompenses
- Arjuna Award (en): 1982
- Padma Shri: 2001